# Harry Berber
Pour les articles homonymes, voir Berber.
Harry Berber (né le 11 décembre 1886 à Celle, mort le 28 avril 1972 à Berlin) est un acteur, réalisateur, scénariste et producteur allemand.

## Biographie
Berber est acteur de théâtre à Berlin à partir de 1913, notamment au Theater am Nollendorfplatz et au Theater in der Königgrätzer Straße (de) ; il joue pendant la Première Guerre mondiale. En 1918, il intègre l'ensemble de la Volksbühne. À cette époque, il est également metteur en scène au théâtre Lessing.
Berber est acteur dès les premières années du cinéma muet et, à partir de 1917, il est mentionné dans la distribution. Après la création des films sonores, il a peu de rôles au cinéma. D'un autre côté, il réalise deux films dont il est le scénariste et crée une société de production avec laquelle il tourne deux courts métrages, où il tient le rôle principal.
Après la Seconde Guerre mondiale, il est professeur de théâtre. Après une première période de 1924 à 1926, Berber est employé au Deutsches Theater de Berlin de 1950 au milieu des années 1960.

## Filmographie
Réalisateur
- 1920 : Knautsch und Stange
- 1920 : Der Anti-Detektiv

Scénariste
- 1920 : Nihil Nemo Kakadu
- 1920 : Knautsch und Stange
- 1920 : Der Anti-Detektiv

Acteur
- 1917 : Ihr Sohn (de)
- 1917 : Der Kinokönig
- 1917 : Klein Doortje (de)
- 1917 : Das Siegel
- 1917 : Franz Poppels Jugend
- 1918 : Bob, der Universalkünstler
- 1919 : Menschen in Ketten
- 1919 : Die Gelbe Fratze
- 1919 : Not und Verbrechen
- 1919 : Die Erbin des Grafen von Monte Christo
- 1920 : Maria Magdalene (de)
- 1920 : Der Abenteurer von Paris
- 1920 : Der Apachenlord
- 1921 : Das Medium
- 1921 : Aus den Tiefen der Großstadt
- 1921 : Um den Sohn
- 1921 : Das Mädel von Picadilly
- 1922 : Tanja, die Frau an der Kette
- 1922 : Die Kartenlegerin
- 1923 : Time is Money (de)
- 1924 : Das kalte Herz (de)
- 1924 : Par ordre de la Pompadour
- 1926 : Die lachende Grille
- 1931 : Schneider Wibbel
- 1931 : L'Ennemi dans le sang (de)
- 1932 : Der schönste Mann im Staate
- 1932 : Vater geht auf Reisen
- 1932 : Pile ou Face
- 1933 : K 1 greift ein
- 1933 : Gretel zieht das große Los
- 1934 : Schützenkönig wird der Felix
- 1937 : Der Unwiderstehliche (de)
- 1954 : Das Backwunder